# Simmondsin
Simmondsin ist ein cyanogenes Glycosid aus der Jojoba-Pflanze (Simmondsia chinensis). Es enthält eine Acrylnitril-Untereinheit.

## Wirkung
Simmondsin ist in den letzten Jahren als Appetitzügler beworben worden auf Grundlage von Versuchen an Ratten, bei denen es bei Einnahme zu einer drastischen Verringerung der Nahrungsaufnahme und des Gewichts gekommen ist. Ursache sei keine Geschmacksbeeinträchtigung, sondern es gibt Hinweise auf eine Wirkung auf den Vagusnerv. Allerdings wurde gleichzeitig auch die Blutbildung gehemmt (leicht makrozytäre, normochrome Anämie). Eine direkte toxische Wirkung ist zwar nicht bekannt, dennoch warnt das Bundesinstitut für Risikobewertung vor der Einnahme von simmondsin- bzw. jojobahaltigen Appetitzüglern, da die Wirkung nicht abschließend geklärt ist.